# ウォンビン (歌手)
ウォンビン（韓: 원빈、英: Wonbin、2002年3月2日 - ）は大韓民国蔚山広域市出身の歌手。韓国の男性アイドルグループ・RIIZEのメンバー。SMエンタテインメント所属。本名はパク・ウォンビン（韓: 박원빈、英: Park Wonbin、漢: 朴元彬）。身長176cm。

## 来歴

### 生い立ち
2002年3月2日に大韓民国ソウル特別市城北区で生まれる。しばらくして、蔚山広域市に引っ越す。幼いころからアーティストを目指していたが、実現は不可能だと思い、陸上選手やギタリストなどを目指していた。そんな中、SMエンタテインメントからインスタグラムのDM（ダイレクトメッセージ)で声を掛けられ、オーディションを受けて2019年2月に入社した。
入社してから約4年5か月の練習生期間を経て、2023年8月1日に初公開された。

### RIIZEとして
2023年8月1日、RIIZEのメンバーとして、正式に公開された。9月4日には、RIIZEが1stシングルアルバム「Get A Guitar」をリリースし、デビュー。
2025年2月14日、SMエンタテインメント創立30周年記念アルバム『2025 SMTOWN : THE CULTURE, THE FUTURE』の収録曲「Thank You」に参加。

## 人物
体重56～57kg、血液型はAB型、MBTIはISTJ→INFJ型。シャイで人前に出るのが苦手な性格。また、完璧主義者でメンバーの中で一番負けず嫌いで競争意識が高い。好きな食べ物は、チキン。
特技はギター演奏。10歳のころから父親の影響で始め、SM入社後に本格的にレッスンを受けた。RIIZE「Get A Guitar」のMVではギターの演奏シーンが映っている。

## 作品

### 参加作品
- 「Thank You」- SMTOWN『2025 SMTOWN : THE CULTURE, THE FUTURE』（2025年2月14日）

### コラボレーション
- イェソン「Curtain」Live Clip（2024年12月3日）- ギター演奏[9]
  - 「Curtain」Live Clip - YouTube

## 出演

### テレビ番組
- 出張十五夜（2024年11月29日、tvN）[10]